# Ying Zhang
Ying Zhang (28 de maig de 1970) és una esportista xinesa que va competir en judo, guanyadora de tres medalles al Campionat Mundial de Judo entre els anys 1989 i 1995, i dues medalles als Jocs Asiàtics els anys 1990 i 1994.

## Palmarès internacional
| Campionat del món | Campionat del món         | Campionat del món | Campionat del món |
| Any               | Lloc                      | Medalla           | Categoria         |
| ----------------- | ------------------------- | ----------------- | ----------------- |
| 1989              | Belgrad ( Iugoslàvia)     | 3                 | Oberta            |
| 1993              | Hamilton ( Canadà)        | 3                 | Oberta            |
| 1995              | Chiba ( Japó)             | 2                 | +72 kg            |
| Jocs Asiàtics     |                           |                   |                   |
| Any               | Lloc                      | Medalla           | Categoria         |
| 1990              | Pequín ( R.P. de la Xina) | 1                 | +72 kg            |
| 1994              | Hiroshima ( Japó)         | 1                 | +72 kg            |